# Tommaso Crudeli
Tommaso Baldassarre Crudeli (Poppi, 21 dicembre 1702 – Poppi, 27 marzo 1745) è stato un poeta e giurista italiano.
È ricordato come un campione del libero pensiero. 

## Biografia

### Giovinezza
Nacque a Poppi il 21 dicembre 1702, primo di quattro figli nati dal matrimonio di Antonia Ducci con Atto (†1739), esponente di una famiglia di giuristi con numerose proprietà nel bacino dell'Arno casentino.
Pur non mancando la cura parentale nell'educazione e nella via degli studi, Tommaso fu affidato a Poppi dapprima a Torello Vangelisti, poi a Firenze alla docenza di Anton Maria Salvini e di Pier Francesco Tocci. Al suo fianco fu sempre il tutore conterraneo e maestro Bernardo Tanucci di Stia, che ebbe grande stima di Tommaso anche dopo le vicende dell'Inquisizione. In linea con la tradizione familiare studiò legge all'Università di Pisa, dove si laureò in utroque il 24 gennaio 1726. L'ambiente culturale di Pisa e le tensioni innovative dove si andava formando la nuova cultura enciclopedica, impostata sull'atomismo democriteo, sulla matematica e sul recupero del metodo storico-filologico, rafforzò notevolmente la mente di Tommaso in fatto di critica, di antidogmatismo e di pensiero eterodosso rispetto al monopolio clericale del tempo.
In questo contesto Tommaso, non solo perché attratto da contesti accademici e urbani, decise di rompere la successione in chiave di maggiorascato, rinunciando alla primogenitura della proprietà tesa a non frammentare il patrimonio immobiliare. Il rifiuto di questa regola, compiuto coscientemente, indica la visione giovanile che Tommaso già aveva della materialità, condizionante non solo il mantenimento patrimoniale per la posterità familiare, ma soprattutto la stessa propria vita, senza lasciare spazi alla libertà del pensiero, agli studi, all'innovazione per il miglioramento sociale dell'Umanità e liberandola dal mancipio millenario.
Le descrizioni del personaggio sono legate ad alcune testimonianze. Fra queste un solo ritratto in vita e gli altri eseguiti a memoria, oltre a uno scritto di Giovanni Gualberto de Soria, coevo di Tommaso e docente di filosofia a Pisa e anch'egli vicino all'accusa di eresia, che descriveva il poppese così: «era alto di statura, scarnito, bianco, d'occhi neri piccoletti, e vivacissimi, naso grande, e auzzo, mandibula inferiore alquanto prominente in fuori; come per lo più si vede tra gli inglesi, labbra rossissime, riso e voce non spiacevoli, moti di tutto il viso sempre eloquenti di una viva eloquenza, perché sempre espressivi di un qualche affetto. Il tutto insieme del suo viso non era molto dissimile dall'aria di Dante, se non che era forse il Crudeli più colorito».

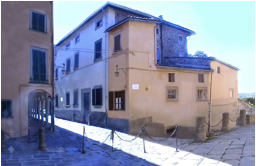
Palazzo Crudeli (ante 1500), Poppi, AR (2008).

### Studi universitari
L'Università di Pisa era sempre stata considerata da Roma come pericolosa per la spinta sul piano umanistico e scientifico, diretta verso ricerche con risultati non conversi alla volontà ecclesiastica. Già Cosimo III de’ Medici, fattosi addirittura diacono, con un decreto del 1691 proibì l'insegnamento delle teorie democritee e soprattutto di quelle galileiane. Nonostante questa imposizione granducale che asserviva a pieno la volontà della Chiesa, queste dottrine continuarono a essere profuse al punto che alcuni professori dovettero fuggire dalla città. Con discrezione, la diffusione delle filosofie da parte del professore Guido Grandi si allargavano anche a Leibniz, Gassendi e Locke. A Pisa insegnava anche Alessandro Marchetti, traduttore del poema lucreziano De rerum natura (Firenze, 1717), dopo quella lionese del 1658 di Pierre Gassendi. Indubbiamente il pensiero critico del Crudeli fu ampiamente confortato dalle idee lucreziane e atomistiche che, anche se non accettate pienamente, si ritroveranno nella sua opera come eco dell'etica gassendiana, secondo la quale l'uomo nasce misero e tende alla felicità, cioè alla massima riduzione possibile della miseria originaria. Per questi motivi Pisa era pedissequamente controllata dall'Inquisizione, allarmata per l'ambito universitario in sé, ma soprattutto per i discepoli che, una volta usciti, diffondevano pericolosamente idee eterodosse: gli allievi erano dei potenziali eretici. A ciò si aggiunge il fatto che la famiglia stessa era un crogiuolo di studi del diritto da ben sette generazioni, tanto che Tommaso era il settimo dei laureati in legge a partire dal 1502, a Pisa. Indubbiamente l'ambito culturale familiare e la cura parentale tramandatasi e vissuta dall'intera schiatta lasciò il segno e trovò in Tommaso il genio prorompente, la tradizione e l'ordinamento sociale: infatti, egli rifiutò per primo il maggiorascato e irruppe nella tradizione religiosa con un profondo pensiero dubitativo, in contrasto con i dogmi di fede.

### Soggiorno a Venezia
Dopo la laurea, non trovando spazi culturali a lui confacenti, Tommaso accettò l'incarico di precettore e istitutore presso i conti Contarini di Venezia. Il soggiorno a Venezia durò due anni (1726-1728), al termine dei quali rientrò a Firenze, ma lasciò tuttavia un segno importante sia per l'inizio della produzione poetica, sia per l'approfondimento del suo pensiero filosofico. Infatti, oltre a due sonetti (Per più bella cagion mai non discese e Bella coppia felice, in cui natura) e una canzonetta (Lascia omai, Venere bella), composti per le nozze Contarini, la nobile famiglia presso cui era al servizio, il Crudeli poté approfondire la lingua francese avvicinandosi alla letteratura d'Oltralpe. Troverà negli scritti di La Fontaine motivo di libera traduzione e, al contempo, di immettere messaggi di chiara ambiguità e quindi utili all'ironia contro la religione. Inoltre, una delle sei traduzioni libere, scritte in diversi anni e in differenti occasioni, La Cour de Lion (VII, 7), tradotta col titolo Il re Leone, fu poi usata ampiamente nelle scuole triestine durante l'Irredentismo, alludendo all'imperatore Francesco Giuseppe.
Al periodo veneziano si rifà, ancorché con qualche dubbio filologico, il dibattito sui temi dell'ateismo, della religione e della superstizione, dal titolo Entretien d'un Philosophe avec Madame la Maréchale de ***, edito in francese nella «Correspondance littéraire» (aprile-maggio 1775), la cui prefazione si attribuisce quasi certamente a Diderot, conoscitore delle opere del Crudeli, di cui era fratello massone e di cui seppe le vicissitudini patite.
La breve permanenza veneziana diede a Crudeli l'occasione di frequentare letterati quali Francesco Algarotti (fratello massone, una cui missiva al Crudeli è stata intercettata dalla polizia papalina nei pressi di Forlì) e Antonio Conti, oltre che di aprirsi alle idee più avanzate della cultura europea, le stesse che mostrano di aver avuto su di lui un'influenza duratura.

### Rientro a Firenze
Tra il 1732-33 si stabilì definitivamente a Firenze, scelta per ragioni di salute e perché la capitale granducale lo affrancava economicamente grazie all'insegnamento della lingua italiana ai numerosi inglesi, che costituivano una vera colonia di nobili e diplomatici in città. Crudeli poté entrare in contatto con le ‘conversazioni’ più aperte della cultura d'Oltralpe e fu introdotto nella cerchia degli alti dignitari che ruotavano attorno alle figure del ministro Charles Fane, Horace Mann e molti altri, tra cui Lady Walpole (contessa di Orford, cognata di Horace Walpole e amante del conte di Richecourt, vero reggente e «arbitro assolutissimo della Toscana»). Lady Walpole diverrà poi l'eroina dei massoni fiorentini e a lei Crudeli dedicherà l'ode Il trionfo della Ragione, composta nel 1740 dopo la scarcerazione.
Per rimanere a Firenze, nel 1734, Crudeli rifiutò di trasferirsi alla corte di Napoli come poeta cesareo, dov'era fortemente voluto dal primo ministro Bernardo Tanucci. Dalle nuove ricerche condotte da Renzo Rabboni su evidenze epistolari (rinvenute in Boston, U.S.A., 2012) si comprende che il Crudeli ebbe un impegno nella Segreteria di Stato del principe Marc de Craon (Presidente del Consiglio di Reggenza).

### Prigionia e morte
«Accusato di appartenere alla Massoneria, allora diffusasi in Toscana, fu arrestato, col consenso del nuovo granduca Francesco di Lorena, nel 1739, e chiuso nelle carceri dell'Inquisizione». 
Tommaso Crudeli subì una lunga prigionia (maggio 1739 – aprile 1741) con accuse incerte, poi commutate in arresti domiciliari perpetui. 
Liberato, confinato a Poppi, da dove non si sarebbe «potuto muovere senza il permesso del Sant'Uffizio di Roma», vi scrisse e ordinò propri versi fino alla fine dei suoi giorni. 
Costretto a letto in fin di vita, morì per i postumi delle torture e della prigionia il 27 marzo 1745 a Poppi. Fece in tempo a dettare un lungo rapporto ordinato dal Granduca in base al quale il Tribunale dell'Inquisizione di Firenze fu definitivamente chiuso, nel 1744, mentre Tommaso era ancora in vita. 
È stato scritto che fu l'«ultima vittima Toscana dell'Inquisizione».

## La vicenda storica
Quanto giuntoci della vicenda storica, per grave valore in sé ma anche per il segno dell'«antica condanna» contro il libero pensiero, perviene dalla Istoria della carcerazione dettata da Tommaso Crudeli e scritta dal suo amico fraterno Luca Corsi, successivamente manipolata dall'ambiguo personaggio Francesco Becattini (1740 circa-1820 circa) e successivamente nel 1782 dall'abate Modesto Rastrelli, con ampie cesure e distorsioni dei fatti.
Il ritrovamento e lo studio della relazione originale, ad opera di Renzo Rabboni nel 2003, ha identificato le chiose olografe del Crudeli sulla stesura di Luca Corsi. All'Istoria rispondono rilievi storici individuati anche da Maria Augusta Morelli Timpanaro, sia in archivi fiorentini, compreso quello Arcivescovile, sia in quelli Vaticani.
All'attualità si lamenta la mancanza di completezza della documentazione, sebbene quella in possesso sia sufficiente per tracciare la sostanzialità degli eventi nell'esatta successione filologica e nella dibattuta soluzione all'interno dell'Inquisizione e all'interno della Chiesa, ovvero tra i comuni amici e fratelli massoni di Firenze, oltre al ben noto intervento del reggente di S.A.R. e del re d'Inghilterra Giorgio II. È significativo che, per ben due volte e a distanza di quarant'anni l'uno dall'altro, gli abati abbiano voluto manipolare il testo nel tentativo di edulcorare i gravi fatti della tortura, della carcerazione e della morte per i postumi subiti dal poppese.
L'Istoria fu comandata dal Granduca per conoscere la dimensione e la gravità dell'intervento ecclesiastico; conseguentemente nel 1744, Crudeli vivente, il Reggente Richecourt decise di chiudere il Tribunale dell'Inquisizione e dare libertà agli inquisiti. Fu il primo atto assoluto del mondo cristiano e determinato ad opporsi all'intervento della Chiesa su ciò che non era di pertinenza spirituale.
La relazione inquadra tutta la vicenda che Crudeli affrontò su richiesta e «la narrazione fu concepita dunque come un atto di contestazione puntuale degli abusi procedurali commessi dall'inquisitore e dai suoi collaboratori. Secondo le due linee "strategiche" che si ritenne di aver individuato: da un lato, i maneggi, l'infrazione dei diritti e delle norme, l'alterazione sistematica delle carte, visti come diretta conseguenza dell'inganno "fondamentale" ai danni della buona fede del principe, che solo all'oscuro del vero delitto imputato a Crudeli aveva potuto consentirne l'arresto. Dall'altro, l'oppressione consapevole della volontà e del fisico del prigioniero, peraltro già debilitato da una grave forma d'asma bronchiale, al cui soccorso si leva l'energica reazione dei ministri, giustificata dalla necessità di salvare un cittadino perseguitato ingiustamente».

### L'impulso rinnovatore di Pisa e Firenze
Gli spiriti liberi di Firenze, tutti appartenenti alla classe alto borghese o nobile, combattevano una dura lotta per il rinnovamento culturale soprattutto dopo la gestione bigotta del Granducato da parte di Cosimo III de’ Medici, solo parzialmente riformato dal figlio Gian Gastone. Tale fronte era vagamente strutturato anche nei programmi di studio dell'università pisana ed era solo l'inizio della lunga contrapposizione contro i privilegi della Chiesa, il potere dell'Inquisizione, le prevaricazioni del clero e la manomorta ecclesiastica (i privilegi feudali su donazioni e successioni testamentarie a favore della Chiesa). Infatti, quando la Bolla venne comunicata al governo granducale, questo, unitamente a quello francese e a molti altri stati europei, si rifiutò di registrarla, poiché ciò che si faceva nella confraternita veniva considerato argomento di carattere secolare e quindi non pertinente alla chiesa. Ciononostante, data la tensione esistente in Firenze dovuta alle polemiche fra gesuiti e il partito curiale, guidato proprio dal cardinale Neri Maria Corsini (nipote del Pontefice), i massoni fiorentini prudentemente decisero di sciogliere la Loggia.
«Ma era intenzione della Santa Sede spegnere una volta per sempre ogni focolaio di anticonformismo e di rinnovamento in Toscana: ripristinare la scolastica e l'aristotelismo all'Università di Pisa; mettere al passo i liberi pensatori e gli avversari dei gesuiti; disperdere la libera Muratoria, protetta dagli scismatici inglesi e considerata come una centrale della propaganda anticuriale; infine, dare una lezione che servisse d'esempio agli altri Stati della penisola».
Tuttavia, la punizione dimostrativa era ormai stata da tempo concepita e orchestrata con una chiusura delle Logge giacobite di Roma, anticipando di quasi un anno la promulgazione della Bolla che, evidentemente, era diretta alla Massoneria di tipo protestante allignante in Firenze. Il fronte del dissenso era ampio e non sarebbe stato possibile fronteggiare caso per caso, docente per docente, tipografia per tipografia, e redimere l'emergente devianza dall'osservanza ecclesiastica. Tanto meno era possibile fermare il fermento dell'Università di Pisa, che aveva già avuto proseliti tra i giovani aristocratici e borghesi, prossimi dirigenti della gestione della res publica del Granducato.
È significativo che, con la morte di Cosimo III, sia iniziato un fenomeno di rientro nel Granducato di scienziati e letterati (Cocchi, Algarotti ed altri) che erano stati benevolmente allontanati all'estero, dove al contrario si rafforzarono nelle loro convinzioni, riconducendole poi in Toscana con un'amplificazione dell'effetto, non voluto dall'ordinamento sociale ed ecclesiastico.
L'impeto congiunto dei rimpatriati, dell'Università di Pisa e degli inglesi presenti a Firenze, nonché con il nuovo asse dinastico proveniente dal Nord, ebbe come risultato un disegno secolare deciso ad opporsi all'ortodossia ecclesiastica capillarmente inserita nella gestione pubblica.

### La Loggia inglese e l'ingresso degli italiani
Per comprendere a fondo la dinamica innescata dalla presenza inglese a Firenze è necessario rileggere il decennio precedente la bolla papale del 1738. La città costituiva il massimo richiamo europeo per gli inglesi, che si permettevano lunghi soggiorni per le disponibilità di censo, per la sovrapposizione di poteri nobiliari con parenti o addirittura per incompatibilità coniugali o adulteri segreti. A questi si univano diplomatici e, non da ultimo, personaggi intriganti ed osservatori per conto di altre potenze; c'erano addirittura posizioni di doppio spionaggio («spy on both sides»).
La frequentazione tra gli inglesi era costante ed essi costituivano un polo di interesse non tanto per la nobiltà fiorentina, quanto per gli intellettuali e l'alta borghesia, attratti dalle specificità architettoniche, archeologiche, archivistiche, naturalistiche e tassonomiche importate dai bretoni. Le idee d'Oltralpe e l'influenza della religione riformista ovvero la mancanza delle griglie dell'ordinamento cattolico erano il punto di contatto interessante tra la volontà di innovazione e il vento libertario, portato da chi viveva da secoli l'alternativa al pensiero conservatore. Gli inglesi, freschi dell'innovazione massonica di meno di un ventennio prima (1717), decisero di costituire una loggia sotto l'egida della Gran Loggia d’Inghilterra. Al 1732 risale la principale testimonianza, una medaglia con bassorilievo di Carolus Sackville Magister, che riporta il motto «ab origine».
Annualmente nel mese di maggio, dal 1732 al 1738, si susseguirono Maestri da Shirley fino a Robert II Lord Raymond. Il primo italiano ad essere ammesso, il 4 agosto 1732, fu il famoso dottor Antonio Cocchi, anglofono e medico della colonia inglese, mentre il Crudeli, presentato dal Cocchi, fu iniziato il 5 maggio 1735, assieme al Bonaccorsi. Luca Corsi, che avrà un grande ruolo in tutta la vicenda della carcerazione e dopo la liberazione di Tommaso, era stato iniziato probabilmente l'anno prima. Quindi con circospezione la Loggia inglese accolse alcuni fiorentini, molti dei quali con difficoltà di comprensione della lingua usata in Loggia. Dai verbali redatti fra il 1735-1738 dal Crudeli, in qualità di Fratello Segretario, poiché conosceva la lingua, sembra che la gilda fosse costituita da una sessantina di membri: solo 8 fiorentini, alcuni scozzesi ed irlandesi, tra cui due preti agostiniani presso la chiesa di Santo Spirito (Denhey e Flood), e infine un austriaco (Van der Stosch).

## Opere

### Le odi eroiche
Le odi di Crudeli sono ascrivibili alla forma delle cosiddette “canzoni a selva” del Guidi, con «stanze diverse una dall'altra per dimensione, alternanza ‘irregolare’ di endecasillabi e settenari, schema di rime». Pur mantenendo l'intento di uno stile ‘illustre’, le odi del Crudeli riecheggiano e ricordano la poesia filosofica latina e inglese, da Lucrezio a Pope. Tre sono le odi eroiche che coprono quasi l'arco di un decennio, ovvero dal 1733 al 1740.
- L'ode al Buonarroti: Qual non inteso duolo. L'ode fu composta per ricordare Filippo Buonarroti (1661-1733), ministro della Giurisdizione, in occasione di un'accademia tenutasi nel 1735 nella Cappella de’ Pazzi a Firenze. Firma di Tommaso Crudeli (1735).

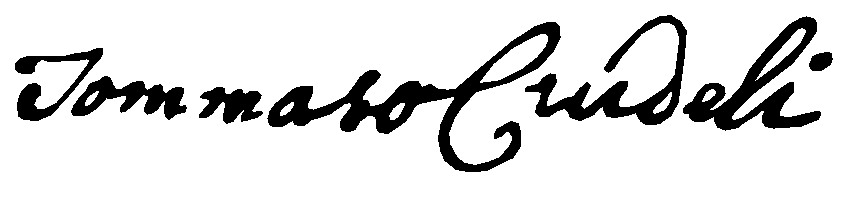
Firma di Tommaso Crudeli (1735).

Il componimento, dalla struttura e dal metro irregolare, si apre con l'epigrafe «Musa vetat mori», tratta da Orazio (Carmina, IV.8, v. 28). È Clio, la musa della poesia epica e della storia, a dare inizio all'ode, rivolgendosi direttamente al poeta: Qual non inteso duolo / nel petto or si raggira, / che la tremante lira / di sue corde sguarnisce, / e alla canzone alata arresta il volo? (vv. 1-5). Già nell'attacco ci sono tratti in comune con il carme foscoliano Dei sepolcri, specie per l'avvio in forma interrogativa. Vi sono altri punti di contatto lessicale, concettuale e tematico con i Sepolcri, ma mentre per Crudeli l'archeologia e il recupero dei Cesari sepolti (v. 30) hanno una fondamentale funzione di virtù e civiltà, i sepolcri di Foscolo rappresentano un legame tra i vivi e i morti. Se il poppese evoca i luoghi della sepoltura e i monumenti del Pantheon fiorentino, ugualmente il Foscolo descrive le tombe dei grandi del passato nella chiesa di Santa Croce: quel Pantheon in cui Tommaso fu carcerato e torturato e il Foscolo, nonostante la scomunica, fu sepolto. L'ode comunque è l'incipit della manifestazione pubblica del suo pensiero, forte della recente iniziazione in Massoneria, forse anche confidando proprio nella forza del sodalizio.
- L'ode al Farinello: Oh possente Armonia. L'ode, divisa in due parti, è dedicata a Carlo Maria Broschi, detto il Farinelli (1705-1782), celebre sopranista (eunuco) presso le più importanti corti italiane ed europee. La prima parte, Oh possente Armonia, è preceduta dall'epigrafe «Negata tentat iter via», tratta da Orazio (Carmina, III.2, v. 22). Fu composta nel 1734, in occasione di un'esibizione del Farinelli a Firenze, presso il teatro della Pergola. Le due parti (162 vv. e 78 vv.) celebrano il culto di Santa Cecilia, protettrice del canto e della voce umana, ma è anche la celebrazione della beltà dell'«uman vivere». È un polimetro di strofe variabili con predominio di versi settenari, che richiama la sua filosofia di vita, in assonanza con la composizione in prosa L'arte di piacere. La seconda parte fu composta pochi mesi dopo la prima, quando si ebbe notizia della partenza di Farinelli per Londra, nell'ottobre 1734, su invito di William Capel, ambasciatore inglese del re di Sardegna. Il componimento mette in scena un dialogo tra le personificazioni dell'Amore e della Tragedia, nella forma moderna del melodramma.

- L'ode a Lady Walpole: Il Trionfo della Ragione. Certamente composta dopo l'agosto del 1740 e considerando un periodo di degenza e parziale recupero dopo quindici mesi dolorosi di carcerazione, non è difficile supporre che l'ode sia stata composta nel 1741. Nel tempo, quest'ode è stata volutamente o inavvertitamente intitolata come Trionfo della Giustizia. L'ode è una celebrazione della ragione e delle virtù che lady Walpole incarnava. La nobildonna, alleata delle Muse, «si aggiunge ai luminosi e gloriosi esempi della sua patria inglese, nel perseguire il trionfo sulla servitù e l'oppressione e nel far scudo ai deboli con la Verità».[13] Composta di ottonari e endecasillabi, ha diverse assonanze con una lettera di Crudeli a Richecourt, del 13 giugno 1740, scritta per ringraziare del trasferimento dal carcere dell'Inquisizione alla Fortezza da Basso avvenuto pochi giorni prima, un episodio in cui forse la Walpole ebbe un ruolo attivo: se non nella liberazione, almeno nell'alleviamento delle sofferenze del prigioniero. Indubbiamente la Walpole, qui celebrata come autentica eroina, più volte si prestò come tramite tra i vertici governativi e massonici. Conosciuta da tutti i fratelli della Loggia, rappresentò per essi un punto di riferimento rilevante.

### Le anacreontiche, gli idilli, gli epitalami
Si tratta del gruppo di poesie più numeroso dell'intera produzione del Crudeli, «caratterizzato dal ricorso al metro della canzonetta e dall'ispirazione galante o amorosa». Le anacreontiche sono caratterizzate in prevalenza da versi brevi e trattano argomenti amorosi o conviviali. I tratti pastorali e di richiamo bucolico e un'interpretazione celebrativa della natura erano tratti insoliti per il Crudeli.
- Stamane al far del giorno. È un'anacreontica pastorale con intenti celebrativi, composta nel 1731 per celebrare la nomina di Giovani Antonio Guadagni a Cardinale vicario. Gli echi arcadici e gli accenni virgiliani denunciano che si tratta di un «frutto piuttosto precoce della produzione crudeliana».[15]

- Entra la verginella in sul mattino. Il sonetto è stato composto nel 1731, in lode di Monsignor Guadagni. Gli echi arcadici e un uso frequente di vezzeggiativi dimostrano l'abilità del poeta, ricca di un «tono arguto, non privo di affettuosa ironia».[16]

- Tu vuoi ch’io canti, oh dio! (ante 1738). È una canzonetta dal sapore metastasiano, con echi classicheggianti e una fitta ripetizione dei principali luoghi comuni arcadici.

- No, che non sei beato. La canzonetta fu composta in occasione delle nozze tra il marchese Vincenzio M. Riccardi e la marchesa Maria M. Ortenzia Gerini.

- O Nina, a te che sei. Tramandata anche con l'incipit «O Ninfa, tu che sei», la canzonetta sembra voler coprire la vera destinataria, Nina, la sola donna amata da Tommaso. Era probabilmente una ricamatrice di un negozio sotto i portici dell'attuale via Cavour a Poppi. Infatti, nella stagione estiva, le ricamatrici erano solite uscire sotto i freschi portici, in piena vista dei viandanti. Il palazzo Crudeli si erge tuttora a poche decine di metri dei negozi e da qui, verso entrambe le direzioni, si apre la prospettiva del porticato nella sua interezza.

- Folle amante, e che fai. «Si tratta di un'esortazione ad occultare l'amore per una giovane di condizione sociale troppo più alta, e ad altri già predestinata in sposa».[17] La musicalità dell'insieme, con una sapiente alternanza di sonorità e ritmo, è caratteristica delle poesie amorose di Crudeli e fa pensare ad una maturità del poeta databile al periodo veneziano.

- Già nell’umido seno. Si tratta della seconda canzone dedicata a Nina, decisamente più sensuale di O Nina, a te che sei. Si riscontrano veri e propri presentimenti leopardiani o, per meglio dire, tracce che torneranno nell'opera leopardiana.[18]

- Io me ne stava in fondo. È una canzonetta anacreontica, nota come l'Idillio del Pescatore o La nuotatrice. Fu probabilmente composta in occasione delle nozze di Carlo III di Borbone (1738) e inviata al Tanucci per mezzo di Antonio Cocchi. Tanucci aveva commissionato a Crudeli «un dramma da recitarsi nelle nozze del Re» (lettera da Napoli, 21 gennaio 1738), ma il poeta inviò in sostituzione questo idillio.

- Sotto il ciglio lusinghiero. Esercizio di pretto sapore arcadico, vivificato però da una vena ironica e maliziosa.

- Lascia omai, Venere bella.
- Per più bella cagion mai non discese.
- Bella coppia felice, in cui natura.

Si tratta, nell'ordine, di una canzonetta e due sonetti, composti per le nozze tra Paolina e Marco Contarini, celebrate a Venezia il 31 gennaio 1727.

### La poesia estemporanea
Il gruppo di poesie mostra la capacità di improvvisazione del poeta, che attinge da forme e temi vari, con predilezione per soggetti o eventi che potevano essere motivo di onesto riso o, anche, di più aperta ilarità.
- Della poltroneria tale è il diletto.
- Bella cosa il veder vestito in gala.
- Mirra savia e gentil non ama alcuno.
- E al Sovrano dirà come a sua voglia.
- Vada a legger costui la poesia.
- La prudenza ell’è un sapere.
- Chercuto bruco. Si tratta di un esercizio fonico con «gioco delle allusioni oscene e boccaccesce, dirette contro un chierico spiantato (bruco: fig., ‘persona male in arnese’), la cui tresca amorosa si svolte all'insaputa del ‘padre priore’».[19]

- Tignolette arse affamate. Allude ai tarli che si cibano delle stoffe a fibra naturale. Tommaso si augurava che dirigessero il loto appetito sul velo indossato da una donna non identificata (forse Nina).

- Il vezzoso terremoto. È uno degli epigrammi più conosciuti dagli studenti liceali tra il 1850 e la Prima guerra mondiale. La datazione è legata a un evento tellurico che poté verificarsi, a Firenze, il 22 giugno 1729, se non il 10 giugno 1837. Sono molto più probabili le prime due datazioni, perché avvenute a Firenze e, secondo Horace Mann, il Crudeli «was struck with the idea, and made the following imitation offhand soon after there had been an earthquacke in Florence».[20] Si tratta di un controcanto in scherno di un'arietta teatrale Il Leon che scherza e ride.

- L’elefante innamorato.

- Due colombine intatte.
- Rendere asciutta, muta e senza suono.
- Un magister volendo un dì sedare.

### La poesia eroicomica e giocosa
Si tratta di un filone caratteristico della poesia settecentesca. Le cantate raggiungono tratti osé, senza tuttavia oltrepassare la soglia della decenza.
- Fragmento (incipit: Perché pensosa e mesta).
- La Conversazione (incipit: Io vi voglio fare ora un mappamondo).
- Un certo beveron senza cervello.
- Chi fosse sano di dentro e di fuore.
- Legar con una rete i piedi a un fiume.
- Sonetto sopra un pedante.
- All’apparir del tramontar del sole.

### Le traduzioni dal francese
Crudeli tradusse La Fontaine, ma con una maniera talmente libera da scostarsi alquanto dai testi originali. Se il poppese condivide con La Fontaine il gusto di una lingua ricca, egli accentua la varietà mentre alleggerisce l'eccessivo simbolismo, inoltre, con vere e proprie chiazze descrittive approfondisce le descrizioni narrate con nuovi inserti di discorso diretto. Les Fables di La Fontaine tradotte in toscano diventano un motivo di attacco polemico contro persone e poteri. Tra questi è l'inquisitore, indicato come “Monsignor Mordi Graffiante”, come garantisce la lezione idiografa del ms. Martelli D.1, 29 (che contiene carte autografe di Tommaso, oltre che apografi appartenuti a Luca Corsi). Ciò attesta l'irriducibilità delle convenzioni libertarie del poeta, che non si piega nemmeno dopo l'arresto, la condanna e le ammonizioni del Sant'Uffizio. Di fatto il Crudeli, con le traduzioni dal francese in gran parte composte negli anni successivi al processo, continua la sua battaglia personale al riparo della forma dell'apologo.
- L'egloga Tirsi ed Amaranta (incipit: Tirsi diceva un giorno ad Amaranta).
- Un uom già fu della campagna amante.
- Volle un giorno il leone. Anche questa favola è una denuncia della sopraffazione e delle crudeltà proprie del potere che, per il Crudeli è in primo luogo la tirannia ecclesiastica sulle coscienze.

- Un lupo tutto pien d’umanità.
- Socrate un giorno fabbricar facea.
- Verso Orïente il cielo era vermiglio.

### Le traduzioni dall'inglese
Anche in questo caso si può verificare una sostanziale infedeltà del Crudeli rispetto agli originali, anche al di là del trattamento metrico e la “coloritura” toscana. L'attività del Crudeli può comunque rientrare nell'anglomania caratteristica di questo periodo in Italia.
- Vanne, amabile rosa (traduzione-rielaborazione di Edmund Waller, Go, lovely Rose).
- Voi, freschi venticelli (trad. di una strofa di Ambrose Philips, Sixth Pastoral).
- In sul mattin sereno (trad. di una strofa di Ambrose Philips, Sixth Pastoral).
- Essere o non essere, questo è il dubbio! (trad. di Shakespeare, Hamlet III.1, vv. 56-85).
- Volle il monarca, e subito egli sente (trad. da Richard Glover, Leonidas. A poem).
- Le chiare imprese e la gloriosa morte (trad. da Richard Glover, Leonidas. A poem).

### Il teatro
- Il Prologo del Superbo (nella traduzione, di Pietro Verri e Maria Vittoria Serbelloni, del Glorieux di Philippe Néricault Destouches)

### Rime attribuibili o controverse
- Vostre son queste tenere.
- O dea dolce amorosa.
- A caso in terra caddero.
- Del letto marital questa è la sponda.
- Faccia il Tasson la Secchia sua rapita.
- Il mondo è fatto in una certa foggia.

### L'arte di piacere alle donne e alle amabili compagnie
Assieme alla favola Volle un giorno il leone e all'estemporaneo Al vezzoso terremoto, L'arte di piacere alle donne è il titolo più conosciuto del poeta, anche se in questi ultimi decenni l'attribuzione è stata alquanto dibattuta. «Il trattato di Crudeli pone al centro della riflessione l'essere umano nel difficile processo d'interazione con gli altri, con la collettività. Questi temi e l'analisi delle tematiche sociali quali l'agire, il conversare, il ponderare fra pubblico e privato pongono questo godibile scritto in relazione con opere di vari decenni successivi e con ben altri obiettivi». La pubblicazione avvenne post mortem nel 1769 (Parigi, con falsa data, in realtà Firenze, stampato dal Bonducci). Nell'edizione, anonima, delle Rime e prose apparsa nel 1805 (Parigi, Gio. Claudio Molini: in realtà, Pisa, Stamperia Rosini), vi è un'integrazione di Notizie per la vita del Dottor Tommaso Crudeli (dovuta a Francesco Fontani, massone e bibliotecario della Riccardiana), mentre riassume le vicende biografiche dell'autore, che hanno influito certamente sulla perdita di una parte rilevante della sua produzione, ne descrive la «vivacità di spirito», la «vita ritirata e tranquilla», la «naturale disposizione alla poesia», «coltivata e mantenuta nel contesto di un elevato e settecentesco dilettantismo, autentico otium litteratum».
L'«agile e scattante» saggio, in tutto una trentina di pagine, è suddiviso in quattro capitoli. È un'opera complessa e nel contempo curiosa dove, con disillusa finezza, si parla apertamente della «condizione umana, dell'amore e della compagnia come unici mezzi per sfuggire all'aborrito e sempre incombente taedium vitae». Nelle stesse Rime e prose del 1805, il trattato viene indicato come «uno de' più eleganti e de' più piacevoli insieme», dove «eleganza e piacevolezza sono raggiunte con una sprezzatura figlia d'una cultura vasta e agile, di un innato senso dell'armonia della poesia e della prosa, del ritmo, che riescono a infondere alla prosa del trattato un tono di gioviale colloquialità che non scade mai nel banale e nel didascalico».
Nel primo capitolo, che ha come sottotitolo Introduzione, e ragioni dell'opera, l'autore motiva la stesura del trattato. «Mio disegno egli è d'indicare i modi di piacere, non tanto alle amorose donne, quanto alle altre amabili compagnie». Pertanto il trattato non si configura come opera erotica, ma come ‘manuale’ del comportamento civile e galante concepito in «tempi - come egli dice - che riducono tutto a sistema, e non han prodotto chi vi abbia ancora pensato». Il secondo capitolo si intitola Si dimostra l'utilità dell'argomento, ed il suo fine, mentre il terzo e il quarto rispettivamente Modi generali e Modi particolari. Qui il Crudeli esprime la volontà di comprendere e trattare esaustivamente l'argomento e le possibili varianti, con «sistematicità precettistica». L'incipit del terzo capitolo è auto esplicativo «si piace generalmente alla moltitudine, o con la virtù, o con l'apparenza della medesima». Nel quarto capitolo seguono brevi frasi, quasi proverbi ed aforismi, consigli per apparire, più che essere uomo onesto, virtuoso ed affidabile. Le pagine di Crudeli si configurano come un Galateo dell'«uomo di mondo».

### Istoria della carcerazione del Dottor Tommaso Crudeli di Poppi...
L'Istoria della carcerazione del Dottor Tommaso Crudeli di Poppi e della processura formata contro di lui nel tribunale del S. Offizio di Firenze è un vero racconto giudiziario, che può ambire ad una primogenitura nell'ambito di un genere che, nella nostra letteratura, avrà fortuna più avanti, con il Pietro Verri delle Osservazioni sulla tortura (1804) e con l'Alessandro Manzoni della Storia della colonna infame (1840). Tuttavia, il testo è stato ripetutamente manipolato da sorgenti autorevoli o ambigue, sia per calcare le responsabilità ecclesiastiche, sia per tramandare ai posteri informazioni mitigate rispetto alla gravità dei fatti. In quest'ultima ottica è stato rilevato che, dopo l'affaire Crudeli, tanti altri sono rientrati nelle «vicende da dimenticare e far dimenticare», come avvenne anche con la complessa opera poetica di Tommaso.
I documenti pervenuti, 4 manoscritti e un'edizione a stampa (più volte ristampata), testimoniano 3 diverse redazioni dell'Istoria. Questa lunga gestazione con alterazioni sostanziali dei fatti è significativa soprattutto perché negli ultimi quarant’anni le omissioni e integrazioni sono state sempre operate da uno stesso punto di vista fazioso.
La seconda redazione (nel ms. Sorbelli 715 della Biblioteca Estense di Modena) è quella sicuramente autorizzata dal Crudeli che, con le sue glosse, ampliava e perfezionava la relazione strettamente cronologica redatta dal Corsi, intermediario delle comunicazioni dall'interno del carcere, e dal Rucellai, primo ma non ultimo destinatario dei messaggi e ministro determinato a ridurre il potere civile dell'Inquisizione.
Il resoconto della grave vicenda giudiziaria fu in verità voluto dal potente ministro Richecourt, come si desume dalla lettera nº 278 del 09/08/1740, in cui si preannunciava l'invio di un resoconto sulla vicenda Crudeli «proprio perché il Granduca si rendesse conto della necessità cogente di riformare il tribunale inquisitoriale, ponendo certe condizioni alla corte di Roma». Il Rucellai inviava i resoconti al Richecourt, chiedendo di distruggere le epistole, che invece il conte conservò e che sono ad oggi consultabili.
Il testo fu concepito in forma collegiale fin dall'inizio della prigionia, con una parte cospicua svolta dal Corsi (anch'egli laureato in utroque iure), che riusciva a interpretare i messaggi che uscivano dal carcere, volutamente frammentari e cifrati, seppure ben comprensibili ad un fratello massone.
Il Corsi risulta essere il responsabile della prima stesura materiale della Relazione (ms. Sorbelli 714), come denuncia l'identificazione della mano principale (α). Crudeli rivide il testo aggiungendo chiose a margine, sul cui fondamento fu stilata - sempre da Corsi - la seconda stesura (ms. Sorbelli 715) che lui stesso autorizzò per l'invio al Rucellai, quindi Richecourt e, alla fine, al Granduca Francesco Stefano. Durante la prima e la seconda stesura Corsi mantenne sempre i contatti con gli altri protettori, tra i quali il Rucellai, che aveva tutto l'interesse a ricostruire tutte le infrazioni alla procedura verificate nei verbali e nei costituti, mentre forniva suggerimenti all'avvocato Archi, ottantaquattrenne, che era stato nominato d'ufficio dall'Inquisizione a favore del carcerato.
La seconda redazione può datarsi al 1741, al tempo in cui Crudeli fu liberato. Le successive redazioni, quelle messe a stampa, videro l'intervento del Becattini e, forse, del Rastrelli. Sono state ampiamente manipolate e reintegrate, soprattutto nel caso della stesura poi comparsa nel 1782, forse destinata in origine alla curia romana, edulcorata e mutila di alcune parti sostanziali del processo e delle chiose del Crudeli. Se ne riporta una glossa cassata alquanto significativa: «questa è una di quelle prigioni lavorate a posta per uccidere gli uomini senza spargere il sangue umano, conforme l'evangelica legge del S. Uffizio, che proibisce la Crudeltà dello spargimento del sangue».

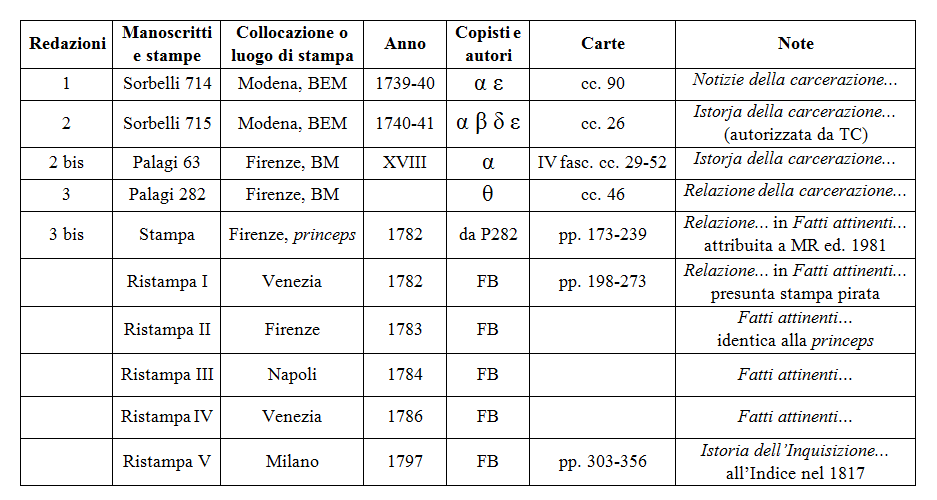
Sinossi delle redazioni, manoscritti, stampe e note dell'Istoria nei 60 anni successivi alla prima stesura.
BEM: Modena, Biblioteca Estense. BM: Firenze, Biblioteca Moreniana.
Mano α: scrittura di base dei mss. Sorbelli 714 e 715, attribuita a Luca Corsi. Mano β: probabile di Corsi. Mano δ: forse attribuibile a Corsi. Mano ε: attribuibile a Tommaso Crudeli. Mano θ: ignoto copista. FB: Francesco Becattini. MR: Modesto Rastrelli.

Si tratta di un corpus che, pur nella sua stesura volta al rendiconto, ha una valenza narrativa primogenitrice in quanto redatta sostanzialmente dalla vittima, senza riserve e nel contempo fortemente accusatoria per metodi disumani, per accuse vaghe e distorte, utili per altri fini reconditi per di più di valenza non religiosa ma civile. Pertanto vi è anche un riscontro di valenza giuridica, ricercata dal potere civile: il Granducato, al fine di contrapporsi e ottenere la riforma che poi si tramutò nella chiusura del Tribunale dell'Inquisizione, volle la relazione per un patente j'accuse nei confronti dell'Inquisizione se non della chiesa stessa. Con l'Istoria il Granducato ebbe il ricercato successo, forse anche con le difficoltà dell'inquisitore Ambrogi, rimasto senza appoggi con la morte di papa Clemente XII e con l'arrivo del più indulgente papa Benedetto XIV. Infatti il Tribunale dell'Inquisizione fu:
1. immediatamente chiuso nel 1743
2. parzialmente riaperto nel 1754
3. definitivamente chiuso il 5 luglio 1782 con la demolizione del fabbricato

In conseguenza di queste grandi innovazioni Leopoldo di Lorena fece anche abolire nel 1782 la pena di morte.
La quinta ristampa del Becattini (Milano, 1797), amplissimamente integrata fino a raggiungere 360 pagine, è stata posta sotto prestanome di un abate (Modesto Rastrelli) per motivi di ovvia copertura, ma i contenuti erano tali per cui fu messa all'Indice nel 1817.
Per la complessa analisi e la descrizione dei documenti, nonché per l'edizione critica del testo, si rimanda allo studio di Rabboni.

### Stampe
La maggior parte delle sue poesie vennero pubblicate, per volontà degli amici più cari, postume nel 1746, quattro delle quali erano delle favole che, pur essendo dei rifacimenti in italiano di alcune favole di Jean de La Fontaine, per la vivacità e l'umorismo sono giudicate originali. L'opuscolo libertino, l'Arte di piacere alle donne, è di difficile attribuzione: per alcuni viene a torto assegnato al Crudeli, per altri, tra cui Benedetto Croce, gli appartiene almeno nella prima parte (la più interessante dal punto di vista letterario). Tra le altre opere, molte delle quali di genere nuptialia e a carattere encomiastico, si segnalano:
- 1728 - Epitalamio per le nozze dell'Illustrissimo ed Eccelentissimo Signor Marco Contarini con l'Illustrissima ed Eccellentissima Signora Paulina Contarini dedicato all'Illustrissima ed Eccellentissima Signora Paulina Contarini Ava paterna della Sposa, in Venezia MDCCXXVIII, per Bonifacio Viezzeri.
- 1733 - Applausi poetici per le nozze dell'Illustrissimo Signor Marchese Cavalier Vincenzio Maria Riccardi con l'Illustriss. Sig. Marchesa Maria Madd.na Ortenzia Gerini, in Firenze l'anno MDCCXXXIII, nella stamperia di S.A.R. per li Tartini e Franchi, con licenza de' superiori.
- 1734 - In lode del Signor Carlo Broschi detto Farinello musico celebre. Ode di Tommaso Crudeli, in Firenze MDCCXXXIV, da Anton Maria Albizzini.
- 1746 - Raccolta di poesie del dottor Tommaso Crudeli dedicata all'Illustrissimo Signore Orazio Mann Ministro in Toscana di S. M. Britanica appresso sua maestà cesarea, in Napoli MDCCXLVI
- 1746 - Il superbo commedia tradotta dal francese dal dottor Tommaso Crudeli dedicata all'Illustrissimo Signor Conte Bernardo Pecori patrizio fiorentino, in Firenze, MDCCXLVI, appresso Andrea Bonducci all'insegna della colomba.
- 1757 - Di Senofonte Efesio degli amori di Abrocome e d'Anzia libri cinque tradotti dal greco da Anton Maria Salvini, edizione seconda corretta ed accresciuta, in Londra MDCCLVII, presso gli eredi Pickard.
- 1767 - Poesie del dottor Tommaso Crudeli, edizione seconda con l'aggiunta di altre composizioni dell'istesso autore tanto edite che inedite, in Napoli, l'anno 1767.
- 1805 - Rime e prose del dottor Tommaso Crudeli toscano, in Parigi, presso Gio. Claudio Molini, MDCCCV.

### Manoscritti
- Manoscritto Pal. 809, Firenze, Biblioteca Nazionale Centrale, Palatino 809, cartac., sec. XVIII. Riproduce i 19 componimenti della Raccolta di Poesie del 1746.
- Manoscritto A. 2086, Roma, Biblioteca Angelica, Mss. 2086. cartac. in 8°, pp. 312. Carmina italica, pleraque anonyma, praefixis suis titulis et subjecto indice.
- Manoscritto Sorbelli 714 e Sorbelli 715, Biblioteca Estense di Modena, Istoria della carcerazione.

### Edizioni critiche
- T. Crudeli, Opere, a cura di M. Catucci, Bulzoni, Roma 1989.
- T. Crudeli, Poesie. Con appendice di prose e lettere, a cura di G. Milan, Comune di Poppi, Ivi 1989.